# رياض الزعنون
رياض ديب سليم الزعنون (وُلد في 1 أكتوبر 1937 في غزة) طبيب فلسطيني ووزير سابق وأحد أعضاء حركة فتح. كان أول وزيرٍ للصحة في السلطة الوطنية الفلسطينية، حيث تولى المنصب في 20 مايو 1994 واستمر حتى 29 أكتوبر 2002 ضمن حكومات ياسر عرفات الأولى والثانية والثالثة والرابعة.
في 16 سبتمبر 2008، أعلن الزعنون استقالته من مجلس أمناء جامعة الأزهر في غزة لأسباب صحية.